# Hans Wendt (Unternehmer)
Hans Wendt (* 9. Oktober 1930; † 10. September 2008) war ein deutscher Unternehmer.

## Leben
Am 9. Oktober 1930 wurden die Zwillinge Hans und Sigrid Wendt als Kinder von Olly und Johannes Wendt geboren.
Hans Wendt, Neffe der Firmengründerin Grete Wendt, trat am 1. November 1954 in die erzgebirgische Engelmanufaktur Wendt & Kühn ein und übernahm wenig später die Leitung der Grünhainichener Betriebsstätten. Nach der erzwungenen Verstaatlichung des Unternehmens und Umbenennung in VEB Werk-Kunst Grünhainichen blieb er Betriebsdirektor. Nach der Reprivatisierung der Wendt & Kühn KG am 1. Juli 1990 wurde Wendt geschäftsführender Komplementär. 2001 übergab Wendt die Leitung des Familienunternehmens an seinen Sohn Tobias.
Wendt war Gründungs- und Ehrenmitglied im Verband Erzgebirgischer Kunsthandwerker und Spielzeughersteller und prägte das Kunsthandwerk in der Region maßgeblich mit. Für sein unternehmerisches Wirken wurde ihm 2002 das Bundesverdienstkreuz am Bande verliehen.